# Neobisium gentile
Neobisium gentile är en spindeldjursart som beskrevs av Beier 1939. Neobisium gentile ingår i släktet Neobisium och familjen helplåtklokrypare.

## Underarter
Arten delas in i följande underarter:
- N. g. alternum
- N. g. flavum
- N. g. gentile
- N. g. giganteum
- N. g. novum